# Aureo Ribeiro
Aureo Lídio Moreira Ribeiro (Duque de Caxias, 17 de fevereiro de 1979) é um empresário e político brasileiro. Filiado ao Solidariedade, atualmente é deputado federal pelo Rio de Janeiro.

## Carreira política
Começou a carreira política em 2010, ao ser eleito deputado federal pelo PRTB, com 29.009 votos. Foi reeleito em 2014 pelo partido Solidariedade, com 58.117 votos, reeleito em 2018 com 68.414 votos, e reeleito em 2022 com 103.321 votos.
Aureo apresentou o PL 2303/2015, que trata da regulamentação das moedas virtuais no Brasil, e foi considerado o parlamentar mais interessado no assunto, segundo a Veja. No ano seguinte, foi classificado como um dos políticos mais atuantes do estado do Rio de Janeiro pelo site Ranking dos Políticos.
Em 2016, Aureo concorreu à prefeitura de Duque de Caxias, e foi o terceiro colocado na eleição. No segundo turno, anunciou apoio ao candidato Washington Reis, do PMDB, que foi eleito.
Como deputado federal, votou a favor da admissibilidade do processo de impeachment de Dilma Rousseff, foi contrário à reforma trabalhista, e votou a favor da PEC do Teto dos Gastos Públicos. Em agosto de 2017, votou contra a abertura de investigação no Supremo Tribunal Federal contra o então presidente Michel Temer, por corrupção passiva. Em 2019, votou a favor da reforma da Previdência.